# SIG Sauer P320
La SIG-Sauer P320 è una pistola semiautomatica prodotta dalla SIG Sauer.

## Storia
È stata introdotta nel mercato statunitense nel 2014. Sostituirà la Beretta M9 in dotazione all'esercito americano; infatti nel gennaio 2017 la Beretta, dopo 32 anni di forniture all'U.S. Army, ha perso una commessa da 580,2 milioni di dollari a favore dell'azienda svizzero-tedesca, che si è aggiudicata 10 anni di forniture riguardanti l'arma da fianco P320 e le munizioni. Prodotta nello stabilimento statunitense della società ad Exeter nel New Hampshire, la commessa scadrà nel gennaio 2027. La scelta è stata effettuata in base alla sua flessibilità di calibro e di impugnatura.

## Versioni
- P320 full-size
- P320 carry
- P320 compact
- P320 subcompact

## Tecnica
Camerata per il 9 × 19 mm Parabellum, .357 SIG, .40 S&W e .45 ACP. Ha quattro diverse taglie ognuna con tre diverse misure di impugnazione (S, M, L).

## Impiego
Può essere impiegata come arma da difesa nelle versioni più compatte ma anche come arma da tiro dinamico e professionale.

## Problemi
Nell'agosto 2017 sono emersi i primi gravi problemi che affliggono la pistola. Nonostante la sicura automatica al percussore, in caso di caduta con particolari angolazioni, la pistola può sparare da sola.
Questo capita perché l'arma non è stata dotata di una sicura meccanica al grilletto. L’urto con il terreno è in grado di simulare la pressione intenzionale del dito dell’operatore, far arretrare completamente il grilletto, disattivare le sicure automatiche dell’arma e causare uno sparo accidentale.
L'azienda tedesca si è offerta di modificare gratuitamente gli esemplari di P320 in circolazione.